# Stadtstelle
Stadtstelle ist ein bewohnter Ortsteil im Gemeindegebiet von Prötzel im Landkreis Märkisch-Oderland in Brandenburg.

## Lage und Umgebung
Stadtstelle befindet sich an der Straße L337 zwischen Tiefensee und Prötzel. Der Weiler mit einigen Gehöften und Ferienhäusern liegt südlich der Straße und ist eingerahmt von tiefen Wäldern des „Blumenthals“, eines großen Waldgebiets, sowie sich südlich anschließenden Feldern.

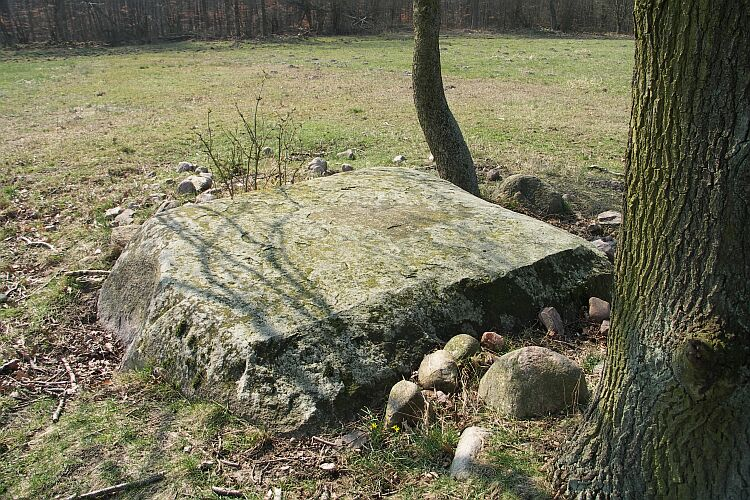
Marktstein/Opferstein Stadtstelle

## Geschichte
Um die Geschichte des Ortes ranken sich eine Reihe von Mythen und unbelegten Behauptungen.
So befindet sich unweit der heutigen Siedlung ein ungewöhnlich geformter flacher Findling, der seit jeher die Phantasie der Menschen angeregt hat. Oftmals wird behauptet, dieser Stein wäre Mittelpunkt und Opferstein eines „Heiligen Hains der Semnonen“ gewesen, eines germanischen Stammes, der zwischen Elbe und Oder siedelte. Auch Theodor Fontane beschäftigte sich in seinen Wanderungen durch die Mark Brandenburg mit diesem Stein. Diese These wurde von dem Historiker Rudolf Guthjahr bereits 1934 in seiner Promotion (siehe Literatur) stark bezweifelt.
Im Landbuch der Mark Brandenburg wird an jener Stelle 1375 ein Städtchen mit dem Namen Blumenthal noch unter den Ortschaften des Landes Barnim erwähnt. Der flache Stein soll im Mittelpunkt des Städtchens gelegen haben und war als Marktstein oder auch Markstein bekannt. Von der Stadt ist heute nichts mehr zu sehen, obwohl 1689 Bürgermeister Grüvel aus Kremmen noch mannshohe Feldsteinmauern gefunden haben will, ebenso Johann Christoph Bekmann um 1750, Johann III Bernoulli um 1777.
1863 besuchte Theodor Fontane den Ort und war danach überzeugt, dass hier ein Städtchen gestanden habe.
Als Ursache der Auslöschung des Ortes geht man von vielen Thesen aus. Kriegerische Auseinandersetzung mit dem Stamm der Pomoranen oder mit den Hussiten werden genannt, aber auch das Grassieren der Pest wird vermutet.
Heute deutet lediglich die Bezeichnung des Weilers Stadtstelle darauf hin, dass sich etwas weiter südlich eine Stadt befunden haben soll. Der Siedlungsplatz der ehemaligen Stadt Blumenthal ist heute eine Wüstung, lediglich der umgebende Wald sowie eine kleine Waldsiedlung nördlich der Straße trägt noch diesen Namen.